# Ivana Brlić-Mažuranić
Ivana Brlić-Mažuranić (Ogulin, 18 aprile 1874 – Zagabria, 21 settembre 1938) è stata una scrittrice croata, ritenuta la migliore scrittrice croata nel campo dei racconti per bambini.

## Biografia
Nipote del poeta Ivan Mažuranić, nel 1892 sposò l'avvocato e politico Vatroslav Brlić, andando a vivere a Brod na Savi. Madre di sei figli, i suoi lavori furono inizialmente redatti in lingua francese e non vennero pubblicati sulle riviste prima del 1903.
Nominata in quattro occasioni al premio Nobel per la letteratura (negli anni 1931, 1935, 1937 e 1938), nel 1937 divenne la prima donna a essere accettata in qualità di membro corrispondente all'interno dell'Accademia jugoslava delle Scienze e delle Arti. Afflitta da anni dalla depressione, si suicidò il 21 settembre 1938 a Zagabria. Le suo spoglie sono sepolte nel cimitero Mirogoj.

## Opere
- 1902 – Valjani i nevaljani
- 1905 – Škola i praznici
- 1912 – Slike
- 1913 – Le mirabili avventure dell'apprendista Illapić[1] (Čudnovate zgode šegrta Hlapića)
- 1916 – Racconti di tempi lontani[1] (Priče iz davnine)
- 1923 – Knjige o omladini
- 1935 – Iz arhive obitelji Brlić u Brodu na Savi
- 1937 – Jaša Dalmatin, potkralj Gudžarata
- 1939 – Srce od licitara
- 1943 – Basne i bajke